# Porzellanfabrik J. W. Bruckmann
Die Porzellanfabrik J. W. Bruckmann war von etwa 1830 bis 1873 ein Porzellan herstellendes Unternehmen mit Sitz in Köln-Deutz.

## Geschichte

### J. W. Bruckmann Söhne (1830–1865)
Gründer war 1830 der Bürgermeister, Weinberg- und Weingutbesitzer Johann Wilhelm Bruckmann. Laut der Rheinischen Provincial-Blätter von 1835 soll die Porzellan-Manufaktur 1835 bereits seit acht Jahren bestanden haben.
Diese Porzellanfabrik wurde bereits 1832 erwähnt. Friedrich Bruckmann, der Sohn des Firmengründers, machte eine Ausbildung in der Manufacture royale de porcelaine de Sèvres und arbeitete nach seiner Rückkehr in der Manufaktur seines Vaters. 1835 stellte diese Manufaktur bemaltes und vergoldetes Porzellan in Deutz her. 1846 beschäftigt die Porzellanfabrik und Malerei insgesamt 200 Arbeiter. 1846 war Friedrich Bruckmann Inhaber der Porzellanfabrik. 1856 hatte die Porzellanfabrik Bruckmann in Köln auf der Hochstrasse, Ecke Budengasse, eine Verkaufs-Niederlassung. 1862 firmierte das Unternehmen als J. W. Bruckmann Söhne Porzellan & Chamott-Stein-Fabrik. 1864 bis 1868 befand sich die Verkaufs-Niederlassung in der Drususgasse 9, gegenüber dem neuen Museum.

### Aberer & Overhoff (1865–1873)
1865 übernahmen die früheren Mitarbeiter, Peter Joseph Aberer und Theodor Overhoff (* 9. November 1818 in Ostönnen), die Porzellanfabrik J.W. Bruckmann. 1869 nannte sie sich Porzellan- und Chamottesteinfabrik J.W. Bruckmann, von 1865 bis 1873 Porzellan- u. Chamottefabrik Aberer & Overhoff.

## Produkte
1835 hieß es in den Rheinischen Provincial-Blättern für alle Stände: „Vasen aller Größen, Servicen, Cabarets in allen Formen, Teller, Mundtassen aller Gattungen, werden hier vergoldet und bemalt.“
1856 wurden „Gemalte Porzellansachen, Vasen, Fruchtkörbe, Teller aller Art, Tassen, Figuren u. dgl.“ gefertigt. Die Kölner Porzellanfabriken in Deutz (Porzellanfabrik J. W. Bruckmann), Nippes (Porzellanfabrik Wirz & Riffart), Kalk (Porzellanfabrik Kalk) und die Porzellanfabrik Ducrot  Co. in Oberkassel bei Düsseldorf verwendeten um 1867 meist französische Porzellanerde. Hergestellt wurden Alltagswaren, Geschirr und Chamottesteine.

## Fabrikmarke
Die Firma J.W. Bruckmann Söhne verwendete als Marke die Initialen „JB“. Diese Buchstaben wurden nach der Ausformung als Monogramm in die noch weiche Porzellanmasse gedrückt.